# Benny Nielsen (voetballer)
Jørgen "Benny" Nielsen (Frederikstad, 17 maart 1951) is een voormalig Deense voetballer. Nielsen speelde 28 maal voor de Deense nationale ploeg en was goed voor 7 doelpunten.
Als jonge speler begon Nielsen bij de jeugd van Brederöd IF, Frederikvaerk IF en vervolgens AB Köbenhavn. Bij die laatstgenoemde club raakte Nielsen ook tot in het A-elftal. In 1971 trok Nielsen naar het buitenland om bij Cercle Brugge te gaan voetballen.
Nielsen was vaak terug te vinden op het middenveld maar kon als spits gebruikt worden. De rechtsbuiten trok in 1974 naar het RWDM van trainer Felix Week. In zijn eerste seizoen voor de Belgische club speelde Nielsen meteen kampioen. De successen van RWDM in de jaren 70 leverde enkele spelers een mooie transfer op. Nielsen zelf trok in 1977 naar de buren van RWDM, nl. naar RSC Anderlecht.
Nielsen speelde bijna elke wedstrijd mee en was vaak goed voor een doelpunt. In 1978 won hij met RSC Anderlecht de Finale Europacup II en werd in 1981 kampioen van België.
Dat seizoen vertrok Nielsen naar het Franse Saint-Étienne.
In 1982 stopte hij met voetballen, Nielsen was toen 31 jaar. Ook zijn zoon Morten Nielsen werd profvoetballer.

## Erelijst
RWDM Molenbeek
- Belgisch landskampioen

1975
 RSC Anderlecht
- Belgisch landskampioen

Eerste klasse 1980-81
- Europa Cup II

1978